# Bernard Nsayi
Bernard Nsayi (Mindouli, 27 giugno 1943 – Roma, 12 febbraio 2021) è stato un vescovo cattolico della Repubblica del Congo.

## Biografia
Bernard Nsayi nacque a Mindouli il 27 giugno 1943 ed era il terzo dei sei figli di Bernard Mboro e Julienne Bikodi. I suoi fratelli erano Céline Nsele, Suzanne Lahou, Louis Miamingui Miyilama, René Mboro e Jean Mboro. Suo padre lavorava per la Compagnie nationale du Chemin de fer Congo Océan.

### Formazione e ministero sacerdotale
Crebbe a Pointe-Noire e frequentò la scuola elementare "San Francesco" e poi il seminario minore di Mbamou come alunno della diocesi di Pointe-Noire dal 1958 al 1964.
Compì gli studi per il sacerdozio presso il seminario di Brazzaville dal 1965 al 1970.
Nel 1970 fu ordinato diacono a Mindouli da monsignor Emile Biayenda, arcivescovo metropolita di Brazzaville. Il 17 giugno 1971 fu ordinato presbitero per la diocesi di Pointe-Noire nella chiesa di San Francesco a Pointe-Noire da monsignor Jean-Baptiste Victor Fauret. Lo stesso anno venne inviato a Roma per studi. Prese residenza presso il Pontificio Seminario Francese. Nel 1975 conseguì il dottorato in esegesi biblica presso il Pontificio Istituto Biblico. Poco dopo si trasferì a Parigi per completare gli studi. Nel 1980 ottenne la laurea in letteratura francese. Tornato in patria fu professore presso il seminario di Brazzaville dal 1980 al 1985; segretario della Conferenza episcopale del Congo dal 1985 al 1988, rettore del seminario di Brazzaville dal 1988 al 1990 e direttore nazionale delle Pontificie Opere Missionarie.

### Ministero episcopale
Il 7 luglio 1990 papa Giovanni Paolo II lo nominò vescovo di Nkayi. Ricevette l'ordinazione episcopale il 16 settembre successivo dall'arcivescovo Beniamino Stella, nunzio apostolico nella Repubblica Centrafricana, nella Repubblica del Congo e in Ciad, co-consacranti il vescovo di Basankusu Ignace Matondo Kwa Nzambi e quello di Owando Ernest Kombo.
Dal 1993 al 1997 fu presidente della Conferenza episcopale del Congo.
Nel novembre del 1993 compì la visita ad limina.
Il 16 ottobre 2001 lo stesso papa Giovanni Paolo II accettò la sua rinuncia al governo pastorale della diocesi per motivi di salute. Poco dopo si trasferì a Roma per curarsi e sottoporsi a periodici cicli di emodialisi. Prese residenza nella casa diocesana del clero "San Gaetano". Lo stesso anno il cardinale Camillo Ruini, vicario generale di Sua Santità per la diocesi di Roma, lo inserì nel sistema di sostentamento del clero italiano e lo nominò vicario cooperatore della parrocchia della Trasfigurazione di Nostro Signore Gesù Cristo. Il parroco, monsignor Battista Angelo Pansa, fu suo compagno di studi al Pontificio Istituto Biblico. In parrocchia si rese disponibile in particolare nelle confessioni e nella visita agli ammalati. Prestò servizio anche nell'amministrazione del sacramento della confermazione e come ospite in conferenze a carattere biblico. Per un certo periodo curò inoltre la lectio divina per gli ospiti della casa "San Gaetano". Si occupò anche della comunità congolese di Roma.
Nell'ottobre del 2007 e nel maggio del 2015 compì nuovamente la visita ad limina.
Il 2 luglio 2019 prese parte alla cerimonia dello scambio degli strumenti di ratifica dell'Accordo Quadro tra la Santa Sede e la Repubblica del Congo sulle relazioni tra la Chiesa cattolica e lo Stato, firmato a Brazzaville il 3 febbraio 2017, tenutasi nel Palazzo Apostolico.
Morì al Policlinico Agostino Gemelli all'una di notte del 12 febbraio 2021 all'età di 77 anni per problemi respiratori dopo una lunga malattia. Una messa in suffragio absente cadavere ebbe luogo il 15 febbraio alle ore 10:30 nella chiesa della Trasfigurazione di Nostro Signore Gesù Cristo a Roma e venne presieduta da monsignor Paolo Selvadagi, vescovo ausiliare di Roma per il settore ovest. La Conferenza episcopale del Congo annunciò la volontà di trasferire la salma in patria ma a causa delle complicanze burocratiche generate dalla pandemia di COVID-19 non fu possibile. Le esequie si tennero il 13 marzo alle ore 15 nella basilica di San Lorenzo fuori le mura e furono presiedute dal cardinale Robert Sarah. La mattina del 23 marzo la salma venne tumulata nel sacello dell'Arciconfraternita del Preziosissimo Sangue e della Santissima Vergine del Rosario nel cimitero del Verano.

## Genealogia episcopale
La genealogia episcopale è:
- Cardinale Scipione Rebiba
- Cardinale Giulio Antonio Santori
- Cardinale Girolamo Bernerio, O.P.
- Arcivescovo Galeazzo Sanvitale
- Cardinale Ludovico Ludovisi
- Cardinale Luigi Caetani
- Cardinale Ulderico Carpegna
- Cardinale Paluzzo Paluzzi Altieri degli Albertoni
- Papa Benedetto XIII
- Papa Benedetto XIV
- Papa Clemente XIII
- Cardinale Enrico Benedetto Stuart
- Papa Leone XII
- Cardinale Chiarissimo Falconieri Mellini
- Cardinale Camillo Di Pietro
- Cardinale Mieczysław Halka Ledóchowski
- Cardinale Jan Maurycy Paweł Puzyna de Kosielsko
- Arcivescovo Józef Bilczewski
- Arcivescovo Bolesław Twardowski
- Arcivescovo Eugeniusz Baziak
- Papa Giovanni Paolo II
- Cardinale Beniamino Stella
- Vescovo Bernard Nsayi